# Jani Lajunen
Jani Lajunen (Espoo, 16 giugno 1990) è un hockeista su ghiaccio finlandese.

## Palmarès

### Club
- Campionato svedese: 1

Växjö Lakers: 2014-2015
- Campionato finlandese: 2

Tappara: 2015-2016, 2016-2017

### Nazionale
- 2 medaglie:
  - 1 oro (Slovacchia 2011)
  - 1 argento (Russia 2016)